# Station Chiang Mai
Station Chiang Mai (SRT-code: CGM) is een eersteklastreinstation en het eindstation van de noordelijke lijn van de Thaise Staatsspoorwegen. Het station is gelegen aan de oostkant van de rivier  Ping in Chiang Mai. Er vertrekken dagelijks 14 treinen. Enkele malen per jaar wordt het station ook aangedaan door de Eastern & Oriental Express (E&O). Rond Nieuwjaar en Thais Nieuwjaar (Songkran) en andere festiviteiten gaan er 4 tot 6 extra treinen. In 2004 verwerkte het station ongeveer 800.000 passagiers.

## Geschiedenis
Station Chiang Mai werd geopend voor normaalspoor op 1 januari 1922. De eerste trein reed tussen Lampang en Chiang Mai, Op 15 januari 1922 kwam er nog een trein bij.
De Northern Express van Chiang Mai vertrok op 1 november 1922, voor de Northern Express werden Baldwin pacific locomotieve (smalspoor, 1 meter) en Zwitserse consilidate locomotieven (ook smalspoor) gebruikt. Later verving de Hanomag pacific locomotieve de Baldwin pacific in 1928-1929.
Vanaf 11 april 1931 rijden er treinen tussen Bangkok en Chiang Mai en op 5 maart 1933 werden op de Northern Express de stoomlocomotieven vervangen door de Frich Diesel Electric-locomotieven, nadat een experiment dat op 16 november 1931 begonnen was succesvol was verlopen.
Het eerste treinstation van Chiang Mai werd door de geallieerden op 21 december 1943 gebombardeerd, in 1945 herbouwd en in 1948 heropend, en de Northen Express werd op 4 augustus 1946 hervat.

## Treindiensten

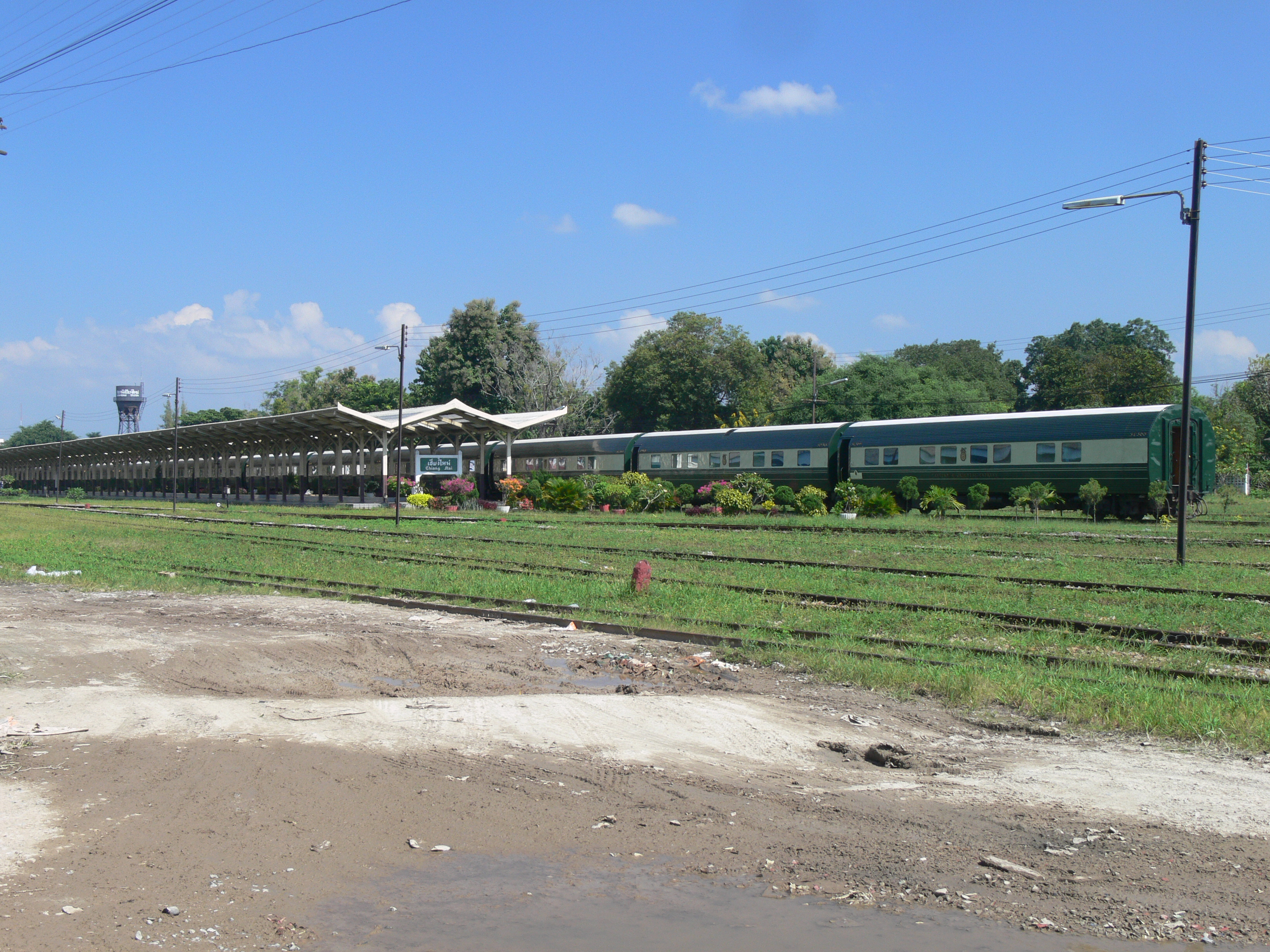
De Eastern & Oriental Express in Chiang Mai

- Express Nakhonphink-trein no. 1 van Bangkok (alleen slaaptrein)
- Express Nakhonphink-trein no. 2 naar Bangkok (alleen slaaptrein)

- Diesel Rail Special Expres-trein no. 9 van Bangkok
- Diesel Rail Special Expres-trein no. 10 naar Bangkok

- Diesel Rail Special Expres-trein no. 11 van Bangkok
- Diesel Rail Special Expres-trein no. 12 naar Bangkok

- Speciale Expres-trein no. 13 van Bangkok
- Speciale Expres-trein no. 14 naar Bangkok

- Expres-trein no. 51 van Bangkok
- Expres-trein no. 52 naar Bangkok

- Sneltrein no. 101 van Bangkok → stopt 10 januari 2007
- Sneltrein no. 102 naar Bangkok

- Sneltrein no. 109 van Bangkok
- Sneltrein no. 110 naar Bangkok → stopt 10 januari 2007

- Lokale trein no. 407 van Nakhon Sawan
- Lokale trein no. 408 naar Nakhon Sawan

- E&O-trein van Bangkok (niet dagelijks)
- E&O-trein naar Bangkok